# Ślady zbrodni
Ślady zbrodni – amerykański thriller z 2007 roku.

## Główne role
- Samuel L. Jackson – Tom Cutler
- Ed Harris – Eddie Lorenzo
- Eva Mendes – Ann Norcut
- Luis Guzmán – detektyw Jim Vargas
- Keke Palmer – Rose Cutler
- Maggie Lawson – Cherie
- Jose Pablo Cantillo – Miguel
- Robert Forster – Arlo Grange
- Edrick Browne – detektyw Darrin Harris
- Marc Macaulay – Vic
- Linda Leonard – Francine Mason
- Ritchie Montgomery – George Walton
- Patrick Kirton – Jeff Lang